# سینما نخل
سینما نخل یک سینما در شهر خرمشهر، ایران است.
این سینما که متعلق به حوزه هنری می‌باشد در سال ۱۳۸۲ با دو سالن تأسیس شده‌است.